# Anilite
L'anilite è un minerale.